# Marián Farías Gómez
Marián Farías Gómez (14 de septiembre de 1944) es una cantante de música folklórica de Argentina y política perteneciente al Peronismo. Integró el grupo Los Huanca Hua y ha sido considerada una de las cinco cantantes más importantes de la historia de la música folklórica de Argentina.

## Biografía
Marián Farías Gómez nació en la Maternidad Pardo del Hospital de Clínicas de la ciudad de Buenos Aires, en el seno de una familia de músicos y artistas.
En 1963, con 19 años, ingresó como primera voz al grupo Los Huanca Hua, reemplazando a Hernán Figueroa Reyes, integrándolo hasta 1966, junto a sus hermanos Pedro Farías Gómez y el Chango Farías Gómez, Carlos del Franco Terrero y Guillermo Urien. El grupo revolucionó el modo de interpretar la música folklórica, mediante complejos arreglos vocales, introduciendo la polifonía y el uso de fonemas y onomatopeyas para marcar el ritmo. 
En 1964 grabó con Los Huanca-Huá el álbum Misa criolla reducida para cinco voces por su hermano el Chango.
En 1966 dejó Los Huanca Hua y se integra como solista de Ariel Ramírez en el segundo ciclo del espectáculo Esto es folklore. A fines de 1966 grabó su primer álbum.
En 1976, se exilió en España debido a la instalación de la dictadura militar en Argentina. Políticamente, Farías Gómez adhirió a las ideas peronistas.
En 1976, ya en el exilio, grabó con su hermano el álbum Márian + Chango, que recién pudo lanzarse en Argentina en 1981. En 1982 retornó a la Argentina.  
En 1985 interpretó en el Festival de Cosquín la chacarera "La Salomecita", de su madre, Pocha Barros y Cuti Carabajal, obteniendo una mención especial. Ese año recibió además el Diploma al Mérito de los Premios Konex como una de las 5 mejores cantantes de folklore de la historia de Argentina. 
Realizó diversos espectáculos como Mujeres argentinas (1987/1988), Si tengo que elegir, junto a Teresa Parodi (1997), y Cantando (2006/2007).

## Obra

### Álbumes solista
1. Marián Farías Gómez (1966)
2. Marián (1971)
3. Marián Farías Gómez (1972)
4. Cantando (1975)
5. Pequeñas cosas (1986)
6. Para ir a buscarte (2011)
7. Tango (2016)

### Con Los Huanca Hua
1. Los Huanca Hua Vol 3, 1963
2. La misa criolla, 1965

### Con el Chango Farías Gómez
1. Marián + Chango, 1977

### Con el Chango Farías Gómez y Manolo Juárez
1. Contraflor al resto, 1982

## Relaciones familiares
El músico Enrique “Tata” Farías Gómez (El huachito) fue su padre, y la compositora Pocha Barros (María Pueblo) su madre. Pedro Farías Gómez, Carlos "Bongo" Farías Gómez, Chango Farías Gómez  (fallecidos en 2001, 2004 y 2011, respectivamente) y el artista plástico Mariano Farías Gómez (fallecido en 2001) son sus hermanos. Los músicos Sebastián Farías Gómez y Gabriel Martín Farías Gómez son sus sobrinos, hijos de Pedro. El músico Juancho Farías Gómez y Facundo Farías Gómez, percusionista de la banda de rock Los Piojos, son sus sobrinos, hijos del Chango.